# Aspidolasius branicki
Aspidolasius branicki är en spindelart som först beskrevs av Władysław Taczanowski 1879.  Aspidolasius branicki ingår i släktet Aspidolasius och familjen hjulspindlar. Inga underarter finns listade.